# فریهولد (نیویورک)
فریهولد (به انگلیسی: Freehold) یک منطقهٔ مسکونی در ایالات متحده آمریکا است که در شهرستان گرین، نیویورک واقع شده‌است. فریهولد ۱۲۹ متر بالاتر از سطح دریا واقع شده‌است.